# Озёрные отложения
Озёрные (лимнические) осадки — отложения, накапливающиеся на дне озёр. Относятся к континентальным (терригенным) отложениям, однако имеет некоторые признаки морских осадков — сортировка материала, горизонтальная слоистость и др. Для озёрных отложений характерно линзовидное залегание, малое количество ископаемой фауны и флоры, тесная связь с аллювиальными, гляциальными и флювиогляциальными осадками.
Состав озёрных отложений зависит от климата, рельефа, геологического строения местности, размеров и формы самого озера, уровня его проточности.  Среди них:  пески, галька, алевриты, глины, суглинки, супеси, илы, диатомиты, торф. Как правило, вблизи береговой линии оседают более крупные частицы — пески, гравий и галька, ближе к центру озёр — тонкие илы и алевриты. У малых озёр илы могут накапливаться сразу у берега из-за меньшей силы волнения воды.
Наибольшее количество осадков накапливается в условиях расчленённого гористого рельефа и влажного климата, обеспечивающего интенсивный поверхностный сток. В некоторых озёрах наблюдается ленточная горизонтальная слоистость, обусловленная чередованием времён года. Весной и осенью в озёрах накапливаются крупные осадки (пески и обломки), зимой и летом — отложения, состоящие из частиц меньшего размера (суглинки, глины, алевриты и илы). В озёрах формируются месторождения полезных ископаемых — галита, гипса, соды, сапропелей, мирабилита, железных руд и боксита.
К древним озёрным отложениям относят глины и мергели девон-пермского возраста, а также одновозрастные доломиты и соленосные отложения.

## Классификация озёрных осадков
- Терригенные — обломки, приносимые реками и ручьями, а также сформированные в результате абразии.
- Хемогенные —  осаждённые соли или коллоиды, растворённые в воде озёр.
- Органогенные  —  остатки различных животных и растений.

## Особенности накопления озёрных осадков
В крупных пресноводных озёрах гумидного климата преобладают терригенные и органогенные отложения, так как в слабо минерализованной воде нет условий для осаждения растворённых солей. В озёрах с жёсткой водой осаждаются карбонатные отложения — озёрный мел и мергель. В озёрных глинистых осадках распространены известковые конкреции. Чаще карбонатные осадки, содержащие кальцит и доломит, образуются в солоноватых озёрах засушливых областей.
В гумидных областях речные воды  приносят в озёра много коллоидальных веществ, возникающих в процессе выветривания и почвообразования — гидроокислы железа, алюминия и марганца.  Так образуются залежи железных руд, представленных оолитами — шаровидным образованиями с концентрическим скорлуповым строением. В тропических и субтропических областях с мощной корой выветривания в осадках озёр накапливаются оолитовые железные руды и бокситы.
В пресноводных озёрах встречаются органогенные осадки, состоящие из  оседающих на дно кремнистых панцирей  одноклеточных диатомовых водорослей. Широкое развитие в пресноводных озёрах гумидных областей и в солоноватых озёрах засушливых областей имеет органический ил — сапропель. Он образуется в водоёмах, богатых планктонными животными и растительными организмами, перемещаемыми волнами. Органические остатки разлагаются на дне озера без доступа кислорода. При дальнейшем накоплении сапропелевых  илов происходит уплотнение, они твердеют и превращаются в разновидность угля, называемую сапропелитом.
В озёрах аридных и семиаридных областей вода имеет высокую минерализацию, что вызывает химическое осаждение солей. В содовых озёрах происходит осаждение карбоната натрия. В сульфатных озёрах откладываются различные соли: мирабилит (глауберова соль), тенардит, эпсомит, астраханит и гипс, поваренная соль.

## Обозначение
На стратиграфических колонках озёрные отложения четвертичной системы обозначаются путём добавления буквы «l» перед указанием возраста породы. Например «lQII» — это озёрные отложения среднего плейстоцена. На картах озёрные отложения показываются голубым цветом

## Лимно-гляциальные отложения
Озёрно-ледниковые отложения (лимно-гляциальные отложения) — генетический тип континентальных отложений, характерный для пород четвертичной системы. Формируются в внутри- и приледниковых водоёмах.  Представлены ленточными глинами, песками, крупный валунно-галечный материал отсутствует.
Образование лимногляциальных отложений связано с приносом и накоплением вытаявшего ледникового материала в  пресноводной среде разных приледниковых и окололедниковых озер. Это осадки приледниковых озёр различного генезиса, сформированные в процессе осаждения тонкообломочного материала, выносимого потоками талых ледниковых вод в перигляциальной зоне. Эти отложения участвуют в строении дельтово-ледниковых террас камовых комплексов и бо́льшую часть собственно камов и озов. Часто они мало отличаются от отложений обычных горных озёр, сложенных многократно переотложенными в подледниковых каналах хорошо окатанными и сортированными галечниками, гравием и песками, обладающими чёткой субгоризонтальной слоистостью. Если приледниковые озёра контактируют непосредственно с краем ледника, то эти отложения насыщены тонкодисперсным, иловатым материалом, ледниковым молоком. В таких случаях озёрно-ледниковые отложения не сортированы или сортированы слабо.
В озёрах приледникового типа, которые располагаются ниже самого молодого вала конечной морены, в теле которой ледниковое молоко в большой степени отфильтровывается, заполняя промежутки между грубообломочным материалом самих моренных отложений, озёрно-ледниковые гравийно-галечниковые и грубопесчаные отложения уже хорошо промыты и сортированы. Такая ситуация наблюдается в тех ледниковых долинах, в которых озёра представлены цепочкой мореноподпрудных водоёмов, причём многие из озёр в этой цепочке не имеют поверхностного стока, и их расход осуществляется исключительно за счёт фильтрации сквозь подпруживающую их морену. Таким образом, многократно отфильтрованные (промытые) от ледникового молока осадки нижележащих по долине приледниковых озёр имеют очень хорошую сортированность и прекрасно промыты.
Наибольший научный и практические интерес вызывают толщи ленточных глин, которые часто формируются, главным образом, в приледниковых замкнутых понижениях или котловинах .

## Ленточные глины
Ленточные глины характеризуются правильным чередованием тонких сезонных слоёв различного механического состава. Летние слои формируются в условиях сезонного таяния ледника из более крупного (песчано-алевритового) материала, а зимние - более мелкого и тёмно окрашенного глинистого материала. Мощность пары слоёв обычно меньше 1 мм, но иногда достигает нескольких сантиметров. Мощность слоёв обычно уменьшается по мере удаления от фронта ледника. Подсчёт числа годовых слоёв позволяет получить точные оценки продолжительности накопления осадочной толщи. Благодаря этому анализ и сопоставление разрезов ленточных глин широко используется в геохронологии ледникового и послеледникового времени, чаще всего, для оценок относительного возраста.